# Bußbuch

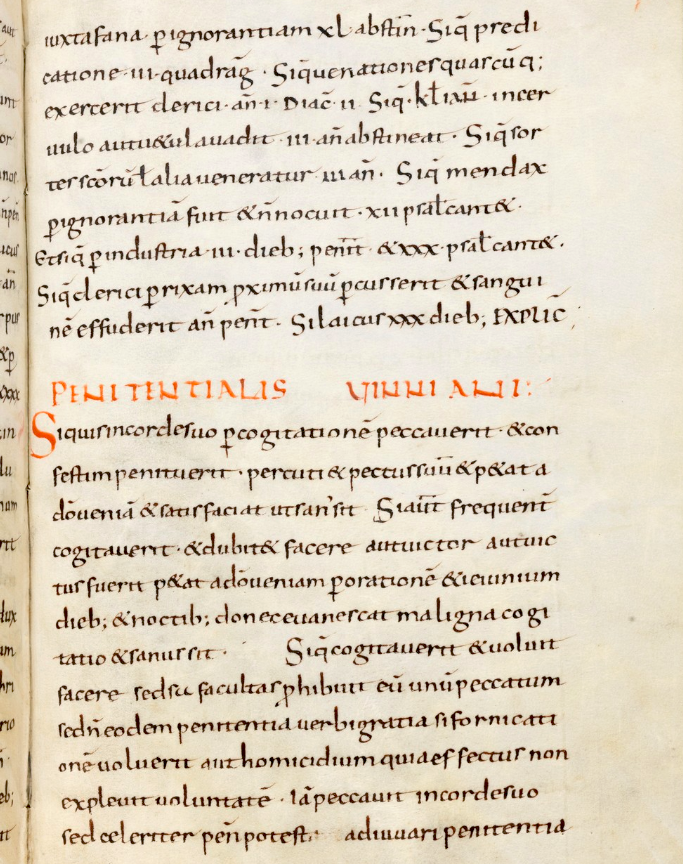
Incipit Poenitentiale Vinniani Cod. Sang. 150

Ein Bußbuch (Bußordnung, Bußspiegel, Beichtbuch, Liber Poenitentialis) ist ein Verzeichnis von Kirchenregeln, die das Sakrament der Buße, wie es von der katholischen Kirche verstanden wird, betrifft. Bußbücher wurden zuerst im 6. Jahrhundert von keltischen Mönchen in Irland entwickelt. Sie enthielten eine Liste von Sünden und die dafür vorgeschriebenen Strafen, die jeweils als angemessen galten. Damit dienten sie als Handbücher für Beichtväter. Auf der Pariser Synode im Jahre 829 wurden im Kanon 32 anonyme Bußbücher verdammt und ihre Verbrennung wurde angeordnet, während Texte, als deren Verfasser Autoritäten wie Columban von Luxeuil oder Theodor von Canterbury genannt waren, nicht davon betroffen waren. 830  vollendete Halitgar von Cambrai, der an der Synode teilgenommen hatte, im Auftrag von Erzbischof Ebo von Reims sein Bußbuch De vitiis et virtutibus et ordine poenitentium, das im Sprengel Ebos Verwendung finden sollte. Danach wurden über einen begrenzten Zeitraum hinweg weiterhin Bußbücher in Auftrag gegeben und verfasst.